# لنون یا مک‌کارتنی
لنون یا مک‌کارتنی (انگلیسی: Lennon or McCartney) یک فیلم مستند کوتاه کانادایی محصول سال ۲۰۱۴ است. این فیلم تلفیقی از ۵۵۰ پاسخ افراد مشهور، از مصاحبه‌هایی در طول دهه‌ها گرفته شده، برای پاسخ به این سؤال که کدام یک از اعضای سابق بیتلز بهتر است؟ جان لنون یا پل مک‌کارتنی.

## بازیگران
به ترتیب ورود:
- آرون اکهارت
- آرون پال
- آصف مندوی
- آدام لمبرت
- آدام لوین و جیمز ولنتاین ومارون ۵
- تام همیلتون از اروسمیث
- لورا جین گریس
- میکل ژولت
- آلن تودیک
- آلانا دلا گارزا
- آلانیس موریست
- الکس بورستین
- الکس بورستین
- آلیس ایو، کارل اربن و جان چو
- تایسون ریتر و نیک ویلر از د آل‌امریکن ریجکتز
- زاچاری پورتر، کامرون کوییزگ و مایکل آلن مارتینز
- الیسون بری و دنی پودی
- آلیسا رید
- آماندا پالمر
- آنا گان
- آنجلیک کیدجو
- آنگوس ویلسون
- الکس ترنر و مت هلدرز از آرکتیک مانکیز